# Douro (Biqueli)
Douro (Doro) ist ein Dorf auf der südostasiatischen Insel Atauro, die zu Osttimor gehört. Es liegt im Norden der Aldeia Ilicnamo (Suco Biqueli, Gemeinde Atauro), etwa einen Kilometer entfernt von der Westküste der Insel. Douro liegt in einer Meereshöhe von 230 m.
In Douro befinden sich ein Wasserreservoir und der Versammlungssaal der Aldeia.
An den Riffen bei Douro treffen Meeresströmungen aus Norden und Westen zusammen. Zu den zahlreichen Meerestieren hier gehören Schwarzspitzen-Riffhaie.